# Sebastian Soukup
Sebastian Soukup ist ein deutscher Szenenbildner, Production Designer und Filmarchitekt.

## Werdegang
Soukup studierte Architektur an der Universität der Künste Berlin und arbeitete mit Regisseuren wie David Cronenberg, Larry Charles, Stefan Ruzowitzky, Volker Schlöndorff und Wim Wenders. Zudem arbeitete er als Bühnenbildner mit Christoph Schlingensief an der Volksbühne Berlin und bei Inszenierungen am Berliner Ensemble.
Seine Storyboards für den Film „Palermo Shooting“ (Wim Wenders) wurden 2011 in der Ausstellung „Zwischen Film und Kunst. Storyboards von Hitchcock bis Spielberg“ in der Deutschen Kinemathek – Museum für Film und Fernsehen in Berlin gezeigt. Sebastian Soukups Production Design für Narziss & Goldmund sowie für Lars Kraumes Film „Der vermessene Mensch“ wurde für den Deutschen Filmpreis/Bestes Szenenbild von der Deutschen Filmakademie nominiert.
Er hat mehrfach Vorlesungen und Masterclasses in Production Design an der Filmakademie Ludwigsburg, der Filmuniversität Babelsberg Konrad Wolf, der Technischen Universität Berlin und der Deutschen Film- und Fernsehakademie Berlin (DFFB) gegeben. An der Bauhaus-Universität Weimar war er für den Workshop «SPIRITED AWAY - ABOUT DELUSIONIST ARCHITECTURE» im Wintersemester 2018/19 (Fakultät Architektur, Heike Büttner) eingeladen, ebenso im Wintersemester 2022/23 von der Universität Stuttgart für den Workshop «L'ESPRIT DE L'ESPACES » (Fakultät Architektur, Allmann). Seit 2020 unterrichtet er an der Weißensee Kunsthochschule Berlin.
Im Mai 2023 wurde Sebastian Soukup als Professor für Szenenbild an die Internationalen Filmhochschule Köln berufen.

## Filmografie (Auswahl)
- 2007: Palermo shooting von Wim Wenders – official selection Cannes 2008[2]
- 2008: Was du nicht siehst von Wolfgang Fischer
- 2010: A dangerous method von David Cronenberg (als supervising art director)
- 2011: Rubbeldiekatz von Detlev Buck
- 2012: Posthumous von Lulu Wang
- 2013: Everything will be fine by Wim Wenders (als Art director)
- 2015: Army of one von Larry Charles
- 2013–2016: Bibi & Tina I – IV von Detlev Buck
- 2016: Return to Montauk von Volker Schlöndorff – official selection Berlinale 2017[3]
- 2016: Asphaltgorillas von Detlev Buck
- 2018: My Zoe von Julie Delpy
- 2018: Narziss und Goldmund von Stefan Ruzowitzky – nominiert für den Deutschen Filmpreis 2020 Bestes Szenenbild
- 2019: Everything will Change von Marten Persiel
- 2021: Der vermessene Mensch von Lars Kraume - 73. Internationalen Filmfestspiele Berlin 2023 - nominiert für den Deutschen Filmpreis 2023 Bestes Szenenbild[4]
- 2022: Berlin Nobody von Jordan Scott
- 2022: Meinen Hass bekommt ihr nicht (Vous n'aurez pas ma haine) von Kilian Riedhof
- 2023: Anselm von Wim Wenders – official selection Cannes 2023